# X 1-7 Top Secret
Pour plus de détails, voir Fiche technique et Distribution.
X 1-7 Top secret (Agente X 1-7 operazione Oceano) est un film d'espionnage hispano-italien sorti en 1965, réalisé par Tanio Boccia.

## Synopsis
Un scientifique qui a développé une formule pour augmenter l'approvisionnement alimentaire mondial est enlevé par des terroristes qui veulent l'en empêcher. L'agent X 1-7, George Collins, reçoit la mission de le retrouver et de le libérer.

## Fiche technique
- Titre : X 1-7 Top Secret
- Titre original italien : Agente X 1-7 operazione Oceano
- Réalisation : Tanio Boccia (sous le pseudo d'Amerigo Anton)
- Scénario : Alberto De Rossi, Mario Moroni, H.S. Valdés, Fernando Vitali
- Genre : Film d'espionnage
- Musique : Piero Umiliani
- Production : Cooperativa Cinematográfica Coperfilm, Tellus Cinematografica
- Photographie : Ricardo Torres
- Format d'image : 2.35:1
- Montage : Ángel Serrano
- Durée : 91 min
- Effets spéciaux : G. Stacchini
- Décors : Saverio D'Eugenio
- Costumes : Giorgio Desideri
- Maquillage : Duilio Giustini
- Pays de production :  Espagne,  Italie
- Langues originales : espagnol, italien
- Dates de sortie : 
  - Italie : 1965
  - France : 10 août 1966[1]

## Distribution
- Lang Jeffries: George Collins
- Aurora de Alba : Olga
- Rafael Bardem : Professor Calvert
- Eleonora Bianchi (it) : Elena
- Gloria Osuna : Molly
- Wladimiro Tuicovic
- Moa Tahi
- Ángel Jordán : Charlie Andover